# Little Town Hero
Little Town Hero (リトルタウンヒーロー?) è un videogioco di ruolo del 2019 sviluppato e pubblicato da Game Freak per Nintendo Switch. Il gioco ha ricevuto conversioni per PlayStation 4, Xbox One e Microsoft Windows.
La colonna sonora è composta da Toby Fox.

## Sviluppo
Game Freak ha annunciato il gioco con il titolo provvisorio di Town nel settembre 2018.  La società non ha condiviso ulteriori informazioni fino all'agosto dell'anno successivo, quando il marchio è stato registrato. Il gioco è stato rilasciato per Nintendo Switch il 16 ottobre 2019. La colonna sonora del gioco è stata scritta principalmente da Toby Fox, uno sviluppatore indipendente noto per la creazione di  Undertale. Nel gennaio 2020, è stato annunciato che il gioco avrebbe avuto un'edizione da collezione al dettaglio, pubblicata da NIS America, nel giugno 2020.  Nello stesso mese, è stato anche annunciato che sarebbe stato rilasciato per PlayStation 4 in Giappone il 23 aprile 2020 , pubblicato al dettaglio da Rainy Frog.  Inoltre, le conversioni per Xbox One e Microsoft Windows sono state rilasciate rispettivamente il 2 e il 9 luglio 2020.

## Accoglienza
| Testata                          | Giudizio |
| -------------------------------- | -------- |
| Metacritic (media al 30/06/2020) | 64/100   |
| GameSpot                         | 5/10     |
| IGN                              | 7/10     |
| Nintendo Life                    | 7/10     |
| Nintendo World Report            | 9/10     |
| Destructoid                      | 4/10     |
| GamesRadar+                      | 3/5      |
| RPGamer                          | 3/5      |
| USgamer                          | 2/5      |

Little Town Hero ha ricevuto recensioni contrastanti secondo l'aggregatore di recensioni Metacritic. Tom Marks di IGN gli ha dato un 7/10, dicendo "Little Town Hero emana fascino da ogni angolo del suo adorabile paesino, e unisce quella personalità con un sistema di combattimento assurdo e assolutamente unico, pieno di combinazioni che ho adorato scoprire". Jordan Gerblick di GamesRadar gli ha assegnato 3/5, affermando "Un esercizio di strategia di battaglia e di pazienza per i suoi difetti, Little Town Hero sa dove risiedono i suoi punti di forza, e per fortuna si vedono più questi ultimi che i difetti se ci si sofferma su di essi".